# Ząbrowo
Ząbrowo (pronunciado em polonês: [zom'browo]) é uma aldeia de 423 habitantes situada no distrito administrativo (gmina) de Stare Pole, dentro do condado (powiat) de Malbork, Pomerânia, no norte da Polónia. Fica a aproximadamente 5 quilômetros ao norte de Stare Pole, 14 quilômetros a nordeste de Malbork, e a 49 quilômetros a sudeste da capital regional Gdańsk.
Antes de 1945, a área onde fica Ząbrowo pertencia à Alemanha.